# Hiroki Yoshimoto
Hiroki Yoshimoto (吉本大樹) (Osaka, 2 de setembro de 1980) é um automobilista japonês. Correu em 2005 na GP2 Series pela equipe BCN Competicion, junto com o venezuelano Ernesto Jose Viso. Para 2006 foi companheiro de um piloto mais experiente, o alemão Timo Glock.

## Registros naGP2 Series
| Ano  | Equipe          | No. | Corridas | Poles | Vitórias | Pontos | Posição final |
| 2005 | BCN Competicion | 06  | 21       | 1     | 0        | 14     | 15º           |
| 2006 | BCN Competicion | 18  | 21       | 0     | 0        | 12     | 14º           |